# Coucou (jeu)
Pour les articles homonymes, voir Coucou.
« Peek-a-boo » redirige ici. Pour le style de boxe, voir Peek-a-boo (style de boxe).

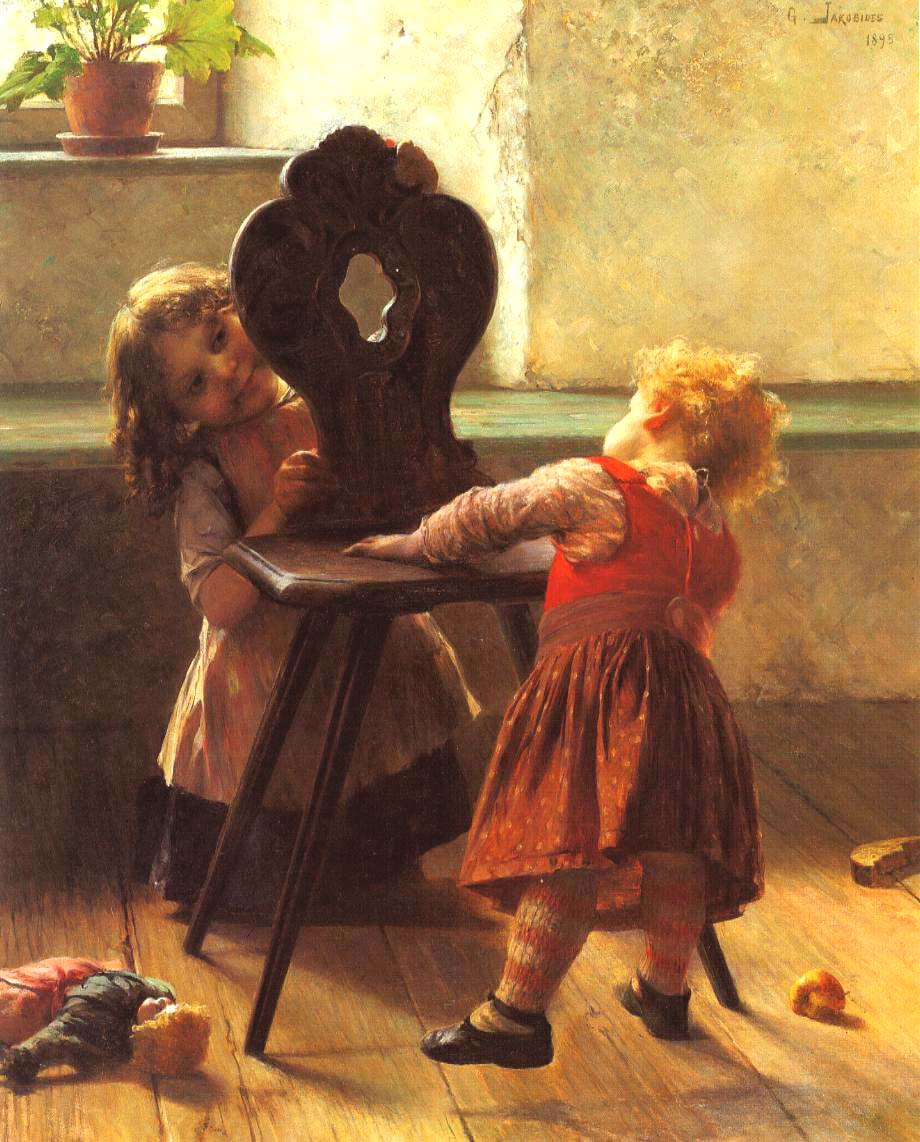
Deux enfants jouant à se faire coucou. Toile de Georgios Jakobides (1895).

Coucou est un jeu joué principalement avec les bébés. 
Généralement un joueur (qui peut être l'enfant lui-même) cache son visage et apparaît à nouveau. Le mot « coucou ! », parfois suivi d'un « me voilà ! » ou « beuh ! » accompagne la révélation. Il existe de nombreuses variantes impliquant ou non des objets de l'environnement immédiat.

## Présentation
Ce jeu utilise une structure récurrente dans les blagues : une surprise ou une satisfaction surviennent après une attente. 
Ce jeu est utilisé par les psychologues du développement pour démontrer l'incapacité d'un enfant à comprendre la permanence des objets. En effet, cette compréhension est une étape importante du développement cognitif des nourrissons.